# Município de Franklin (condado de Wayne, Ohio)
Localização do Ohio nos E.U.A.
O município de Franklin (em inglês: Franklin Township) é um município localizado no condado de Wayne no estado estadounidense de Ohio. No ano de 2010 tinha uma população de 3872 habitantes e uma densidade populacional de 41,33 pessoas por km².

## Geografia
O município de Franklin encontra-se localizado nas coordenadas 40° 43′ 00″ N, 81° 55′ 34″ O. Segundo a Departamento do Censo dos Estados Unidos, o município tem uma superfície total de 93.69 km², da qual 93,09 km² correspondem a terra firme e (0,64 %) 0,6 km² é água.

## Demografia
Segundo o censo de 2010, tinha 3872 pessoas residindo no município de Franklin. A densidade populacional era de 41,33 hab./km².